# 林吉祥杯青年华语辩论交流赛
丹斯里林吉祥杯青年华语辩论锦标赛，是由馬來西亞伊斯干达公主城国会议员办公室（前称振林山国会议员办公室）主办，目前已举办三届。
该项赛会的发起人是陳家豪先生，他是第一届赛会的大会主席，第二届赛会之大会顾问。而推动此赛会的最大功臣则为林吉祥国会议员的特别代表黄祥銮女士。
初期比赛名称为“林吉祥杯青年华语辩论交流赛。在2022年，筹委会议决将名字更改为“林吉祥杯青年华语辩论锦标赛”，并正式委任黄祥銮为永久名誉顾问，陈家豪为永久顾问，以及伊斯干达公主城新任国会议员刘镇东为顾问。
2023年6月4日杯主林吉祥荣获最高元首封赐丹斯里荣衔，因此赛会再次易名为“丹斯里林吉祥杯青年华语辩论锦标赛”，简称“丹斯里林吉祥杯”。

## 历届冠军
第一届：居銮明吉摩国中辩论队；第二届：小草（丽宁国中）；第三届：欢乐辩论831（关丹中华中学）

## 明星评审
该赛会曾邀请多位本地名人担任评审，如时任马来西亚副教育部长张念群、时任居銮区国会议员黄书琪、时任北干那那州议员杨敦祥、时任士乃州议员郑凯聪、时任柏伶区州议员邹裕豪、火箭报主播彭小桃、当今大马主播廖于绯等人。

## 现况
自2022年马来西亚宪政危机（喜来登政变）及新冠疫情爆发以来赛会停办至今，希望在不久将来能够得到现任伊城国会议员办公室、副教育部长及商家的支持下再次与大家见面。